# Aromatski spojevi
Aromatski spojevi su velika skupina cikličkih organskih spojeva izrazite kemijske postojanosti (stabilnosti). Takvi spojevi, iako nezasićeni, ne podliježu lako reakcijama adicije, već su za njih karakteristične reakcije supstitucije. Mogu biti benzenoidni (benzen i homolozi, naftalen, antracen i dr.), kojima je osnovna jezgra benzen, heterociklički (piridin, tiofen i dr.) te nebenzenoidni (ferocen, azulen i dr.). Aromatskima su nazvani zbog oštra mirisa nekih najjednostavnijih benzenskih derivata. Najbrojniji su benzenoidni spojevi. Ima ih u katranu kamenog ugljena (aromatski ugljikovodici: benzen, toluen, ksilen, naftalen, antracen i dr., zatim fenoli, aromatski amini itd.). U strukturnim formulama benzenski se prsten redovito prikazuje bez ugljikovih i vodikovih atoma, katkad i bez dvostrukih veza, kao pravilan šesterokut s upisanom kružnicom.